# Täuschungsanruf
Als Täuschungsanruf wird eine Funktion vor allem bei Mobiltelefonen bezeichnet, durch die man zu einem bestimmten Zeitpunkt veranlassen kann, dass das eigene Telefon klingelt, ohne dass jemand angerufen hat. Diesen Zeitpunkt kann man mittels eines Timers vorher einstellen, entweder durch Eingabe einer Uhrzeit, oder durch einen Countdown. Ein Täuschungsanruf kann unter anderem dazu dienen, eine unangenehme Situation in Gesellschaft anderer Menschen zu verlassen, indem man einen Anruf mittels Täuschungsanrufs simuliert und so eine Ausrede erhält, um die Situation zu verlassen, und die Gesellschaft auf diese Weise weniger oder gar nicht brüskiert.